# Додзьке сільське поселення
До́дзьке сільське поселення (рос. Додзьское сельское поселение) — муніципальне утворення у складі Корткероського району Республіки Комі, Росія. Адміністративний центр — село Додзь.

## Населення
Населення — 927 осіб (2017, 787 у 2010, 886 у 2002, 979 у 1989).

## Склад
До складу поселення входять такі населені пункти:
| Населений пункт   | Населення, осіб (1989) | Населення, осіб (2002) | Населення, осіб (2010) |
| ----------------- | ---------------------- | ---------------------- | ---------------------- |
| Візябож, присілок | 125                    | 155                    | 127                    |
| Візябож, селище   | 616                    | 497                    | 471                    |
| Додзь, село       | 238                    | 234                    | 189                    |